# 花 (國府田マリ子の曲)
花（はな）は、声優の國府田マリ子が出した6thマキシシングルである（8cmシングルも含めると17枚目のシングル）。品番はKICM-1044。

## 収録曲
1. 花
  - 作詞：鈴木哲彦、作曲：expo、編曲：山田直毅、井上うに
  - テレビ朝日系深夜ドラマ「時空警察ヴェッカーD-02」主題歌
2. 都会～まち～に消されないもの
  - 作詞：國府田マリ子、作曲・編曲：山田直毅
3. ひふみよ
  - 作詞・作曲・編曲：井上うに